# Valerio Conti
Pour les articles homonymes, voir Conti.
Valerio Conti, né le 30 mars 1993 à Rome, est un coureur cycliste italien. Il a notamment gagné une étape du Tour d'Espagne 2016 et porté le maillot rose sur le Tour d'Italie 2019. 

## Biographie
Valerio Conti est issue d'une famille de cycliste. Son père Franco Conti a été professionnel chez Dromedario-Laminox et son oncle Noé Conti a notamment été équipier de Fausto Coppi chez Bianchi.
Après des années juniors et espoirs très réussies, il devient stagiaire au sein de l'équipe World Tour Lampre-Merida en fin de saison 2013. Il passe professionnel au sein de l'équipe l'année suivante. Lors de sa première année chez les professionnels, il est notamment sixième du championnat d'Italie contre-la-montre, il participe au Tour d'Espagne et en octobre, il remporte le Grand Prix Bruno Beghelli au sprint.
En 2015, il gagne la 6e étape du Tour du Japon et participe à nouveau au Tour d'Espagne. 
En 2016, il court son premier Tour d'Italie en tant qu'équipier. Il prend également part au Tour d'Espagne dans le but de remporter une étape au sein d'une échappée. Lors de la 13e étape, il figure au sein d'un groupe échappé avec onze autres coureurs. Il part seul à 18 kilomètres de l'arrivée et s'impose avec 55 secondes d'avance sur ses premiers poursuivants. 
En 2017, il participe au Tour d'Italie avec l'espoir de répéter son succès de l'année précédente en Espagne. Il se retrouve dans la bonne échappée sur la huitième étape, mais est victime d'une chute lors du dernier kilomètre. Au mois d'août 2017, il prolonge le contrat qui le lie à son employeur.
Son début de saison 2019 est prometteur, il est deuxième du contre-la-montre du Tour de San Juan et termine quatrième du général. En avril, il participe au Tour de Turquie, où il obtient une deuxième place au classement général. En mai, il est sélectionné pour le Tour d'Italie. À l'occasion de la sixième étape, au terme d'une longue échappée et d'une deuxième place sur la ligne d'arrivée à San Giovanni Rotondo , il devient le nouveau leader de la course et s'empare du maillot rose qu’il conserve pendant six jours.
Conti s'engage avec Astana-Qasaqstan pour les saisons 2022 et 2023.
Présent sur le Tour d'Italie 2023, il chute lors de la quatrième étape. Atteint d'une fracture au bassin, il est non-partant le lendemain

## Palmarès

### Palmarès amateur
- 2010
  - 1re étape des Tre Ciclistica Bresciana
  - 3e du Trophée de la ville d'Ivrée
- 2011
  - Trofeo Guido Dorigo
  - Tre Ciclistica Bresciana :
    - Classement général
    - 1re et 3e étapes

  - 1re étape du Trofeo Karlsberg
  - 2e du championnat d'Italie sur route juniors
  - 2e du championnat d'Italie contre-la-montre juniors
  - 3e de la Coppa Pietro Linari
  - 3e du Giro della Lunigiana
  - 4e du championnat d'Europe sur route juniors
- 2012
  - 2e du Trofeo SC Corsanico
  - 2e de la Coppa Comune di Castelfranco
  - 3e du Gran Premio Chianti Colline d'Elsa
- 2013
  - Gran Premio Industria e Commercio Stabbiese
  - Trophée Alessio Pistolesi
  - Roero Grimpeur
  - 1re étape du Giro delle Valli Cuneesi (contre-la-montre par équipes)
  - Trofeo Città di Lastra a Signa
  - 3e de la Coppa del Grano
  - 3e du Giro del Casentino
  - 3e de la Ruota d'Oro
  - 3e du Gran Premio Ezio Del Rosso

### Palmarès professionnel
| - 2014 - Grand Prix Bruno Beghelli - 2015 - 6e étape du Tour du Japon - 2016 - 13e étape du Tour d'Espagne - 2019 - 2e du Tour de Turquie | - 2020 - Trophée Matteotti - 2021 - 2e du Tour des Apennins - 2e du Grand Prix de Lugano - 2024 - 3e du Tour de Grèce - 2025 - 3e du Giro del Medio Brenta |  |

## Résultats sur les grands tours

### Tour d'Italie
8 participations
- 2016 : 27e
- 2017 : 68e
- 2018 : 24e
- 2019 : non-partant (18e étape), maillot rose pendant 6 jours
- 2020 : 101e
- 2021 : 89e
- 2022 : abandon (15e étape)
- 2023 : non-partant (5e étape)

### Tour d'Espagne
5 participations
- 2014 : 112e
- 2015 : 151e
- 2016 : 66e, vainqueur de la 13e étape
- 2018 : 60e
- 2019 : 71e

## Classements mondiaux
| Année                                 | 2013 | 2014 | 2015 | 2016  | 2017 | 2018 | 2019 | 2020 | 2021 | 2022 | 2023 | 2024 |
| ------------------------------------- | ---- | ---- | ---- | ----- | ---- | ---- | ---- | ---- | ---- | ---- | ---- | ---- |
| UCI World Tour                        |      | nc   | nc   | 136e  | 138e | 205e |      |      |      |      |      |      |
| Classement mondial                    |      |      |      | 513e  | 341e | 488e | 147e | 257e | 371e | nc   | 598e | 519e |
| UCI Europe Tour                       | 494e |      |      | 1401e | 719e | 669e | 121e | 211e | 308e | nc   | nc   | nc   |
| UCI America Tour                      | nc   |      |      | nc    | 356e | nc   |      |      |      |      |      |      |
|                                       |      |      |      |       |      |      |      |      |      |      |      |      |
| Légende : nc = non classéSource : UCI |      |      |      |       |      |      |      |      |      |      |      |      |

## Distinctions
- Oscar TuttoBici des juniors : 2011